# Exorista norrisi
Exorista norrisi là một loài ruồi trong họ Tachinidae.